# Королець-чернець сірий
Королець-чернець сірий (Peneothello cryptoleuca) — вид горобцеподібних птахів родини тоутоваєвих (Petroicidae). Ендемік Західної Нової Гвінеї.

## Поширення
Сірий королець-чернець є ендеміком Західної Нової Гвінеї. Мешкає в вологих тропічних гірських лісах на висоті від 1400 до 2500 м над рівнем моря.

## Таксономія
Виділяють три підвиди:
- P. c. cryptoleuca' (Hartert, 1930) (Північно-західна частина Нової Гвінеї);
- P. c. albidior (Rothschild, 1931) (Центрально-західна частина Нової Гвінеї);
- P. c. maxima Diamond, 1985 (Гори Кумава, захід Нової Гвінеї).